# FK Karvan Yevlax
El FK Karvan fue un equipo de fútbol de Azerbaiyán que juegan en la Primera División de Azerbaiyán, la segunda liga de fútbol más importante del país.
Fue fundado en el año 2004 en la ciudad de Yevlakh, una de las ciudades más grandes de Azerbaiyán como sucesor del desaparecido equipo FK Avtomobilchi y es conocido por ser uno de los equipos con mayor éxito en el fútbol moderno en el país, ya que fue el primero en superar una ronda clasificatoria en un torneo continental.
Ha militado en 6 temporadas en la Liga Premier de Azerbaiyán, liga en la que fue admitido en su año de fundación, obteniendo un subcampeonato de Liga y una final de Copa.
En la temporada 2007, el equipo comenzó a tener problemas financieros, tanto que en la Temporada 2009/10, el equipo desciende a la Primera División de Azerbaiyán, donde están actualmente.
A nivel internacional ha participado en 2 torneos continentales, donde su mejor participación ha sido en la Copa UEFA de 2006/07, donde fue eliminado en la Segunda ronda clasificatoria por el SK Slavia Praha de la República Checa.

## Palmarés
- Liga Premier de Azerbaiyán: 0
  - Subcampeón: 1

2005/06
- Copa de Azerbaiyán: 0
  - Finalista: 1

2005/06

## Participación en competiciones de la UEFA
- Copa UEFA: 1 aparición

2007 - Segunda ronda clasificatoria
- Copa Intertoto: 1 aparición

2006 - Primera ronda

### Partidos en UEFA
| Temporada | Torneo         | Ronda            | País            | Club            | Casa | Visita | Global |
| --------- | -------------- | ---------------- | --------------- | --------------- | ---- | ------ | ------ |
| 2005/06   | Copa Intertoto | 1                | Polonia         | Lech Poznań     | 1-2  | 0-2    | 1-4    |
| 2006/07   | Copa UEFA      | Clasificatoria 1 | Eslovaquia      | Spartak Trnava  | 1-0  | 1-0    | 2-0    |
|           |                | Clasificatoria 2 | República Checa | SK Slavia Praha | 0-2  | 0-0    | 0-2    |

## Entrenadores
- Yunis Huseynov (2004 – 2005)
- Fuat Yaman (2005)
- Yunis Huseynov (2005 – 2007)
- Tabriz Hasanov (2007 – 2008)
- Yunis Huseynov (2008 – 2010)
- Vidadi Rzayev (2010 – 2011)
- Zakir Mahmudov (2011 - presente)